# Проблема горизонта
Проблема горизонта — это одно из фундаментальных несоответствий в классической космологической модели Большого взрыва. Она касается вопроса однородности и изотропности Вселенной на больших масштабах, что наблюдается в космическом микроволновом фоновом излучении (реликтовое излучение). Суть проблемы заключается в том, что удалённые друг от друга области пространства не могли обмениваться информацией из-за ограничения скорости света, однако они имеют практически одинаковые физические характеристики, такие как температура.

### Суть проблемы
В стандартной космологической модели без инфляции существуют области Вселенной, которые слишком далеко друг от друга, чтобы когда-либо могли взаимодействовать за время с момента Большого взрыва. Согласно теории относительности, информация (например, свет или тепло) не может распространяться быстрее скорости света, и, следовательно, эти удалённые друг от друга области не могли обменяться информацией, чтобы выровнять свои свойства, такие как температура. Тем не менее, наблюдения показывают, что температура реликтового излучения практически одинакова во всех направлениях. Это несоответствие и называется проблемой горизонта.

### Историческое развитие
Проблема горизонта была впервые обозначена в 1960-х годах в рамках классической теории Большого взрыва, когда были сделаны первые наблюдения реликтового излучения. Учёные быстро поняли, что классическая модель расширяющейся Вселенной не объясняет, почему разные области пространства выглядят столь однородно.

### Решение проблемы
Наиболее широко принимаемое решение проблемы горизонта — это теория космической инфляции, предложенная физиком Аланом Гутом в 1981 году. Согласно инфляционной модели, на очень ранней стадии Вселенная прошла через короткий, но чрезвычайно быстрый этап экспоненциального расширения. В этот период небольшие области Вселенной, которые были в причинной связи и могли обмениваться информацией, резко увеличились в размерах, становясь такими большими, что их световые сигналы теперь не могли достичь друг друга. Этот инфляционный период «разгладил» любые начальные неоднородности, сделав Вселенную практически однородной и изотропной, что мы наблюдаем сегодня.

### Альтернативные объяснения
Помимо инфляционной модели, существуют и другие теории, которые пытаются решить проблему горизонта, хотя они не так широко приняты. К ним относятся:
- Космология с переменной скоростью света, в которой скорость света в ранней Вселенной могла быть выше современной.
- Модель циклической Вселенной, предложенная в рамках теории струн, предполагающая, что Вселенная проходит через бесконечную череду циклов расширения и сжатия.

### Связь с другими космологическими проблемами
Проблема горизонта тесно связана с другими нерешёнными вопросами в космологии, такими как проблема плоскостности и проблема монополя. Все эти проблемы указывают на недостатки классической модели Большого взрыва и являются ключевыми мотивациями для разработки инфляционной космологии.

### Наблюдательные доказательства
Подтверждения инфляционной модели приходят, в первую очередь, из наблюдений космического микроволнового фонового излучения. Спутники, такие как WMAP и Planck, предоставили высокоточные данные, которые согласуются с предсказаниями инфляционной модели, в том числе свидетельства того, что наблюдаемая Вселенная плоская и изотропная.